# 木村誠 (パーカッション奏者)
木村 誠（きむら まこと、1954年9月10日 - ）は、日本のパーカッショニスト。「さだ工務店」メンバー愛称はキムチ。

## 人物・略歴
これまでのサポート・アーティストは、高中正義、井上陽水、ウルフルズ、尾崎豊、小沢健二、関ジャニ∞、KinKi Kids、久保田利伸、崎谷健次郎、さだまさし、SMAP、竹内まりや、浜田省吾、平井堅、槇原敬之など。